# Стефан Василев (политик)
Вижте пояснителната страница за други личности с името Стефан Василев.
Стефан Костадинов Василев е български партизанин, инженер и политик от Българската комунистическа партия (БКП), секретар на Централния комитет (ЦК) през 1966 – 1971 година и министър на народната просвета през 1968 – 1973 година.

## Биография
Стефан Василев е роден в село Батак на 12 септември 1919 година. През 1940 година завършва гимназия в град Пещера. След това започва да учи във Висшето техническо училище в София. Там се включва в работата на комунистическия Български общ народен студентски съюз.
През 1943 година Василев е мобилизиран в Трудови войски. След връщането си в Батак е ятак на Родопския партизански отряд „Антон Иванов“, а от февруари 1944 година е партизанин в Партизанския отряд „Георги Димитров“, действащ в Старозагорско. След Деветосептемврийския преврат е назначен за помощник-командир по политическата част на Четиридесет и четвърти пехотен тунджански полк, с който участва във военните действия в Югославия и Унгария.
След края на войната Стефан Василев ръководи организацията на БКП в VIII район в София. От 1947 до 1952 година учи и специализира хидроенергетика и хидравлика в Московския енергетичен институт. След връщането си в България става асистент в лабораторията по хидравлика на Инженерно-строителния институт.
От 1961 година Василев работи в Института по водно стопанство и строителство при Българската академия на науките, където на следващата година получава степен кандидат на техническите науки, а през 1966 – 1971 година достига до поста ръководител на секция „Хидравлика“. В периода 1962 – 1968 година е завеждащ отдел „Наука и образование“ в ЦК на БКП и първи секретар на Градския комитет на БКП в София. От 1962 е кандидат-член, а от 1966 до 1976 година – член на ЦК.
От 1966 до 1971 година Стефан Василев е секретар на ЦК на БКП, а от 1968 до 1973 година е министър на народната просвета във второто правителство на Тодор Живков и в първото правителство на Станко Тодоров. През 1973-1975 година е председател на Комитета по мирното използване на атомната енергия.
От 1969 година Василев оглавява катедра „Използване на водната енергия и хидрология“ във Висшия инженерно-строителен институт. През същата година става заместник-председател на Националния комитет към Международната агенция за атомна енергия и получава званието „Герой на социалистическия труд“. През 1976 година е освободен от политическите си постове. Награждаван е с орден „За храброст“, IV степен, 2 клас, съветския орден „Червена звезда“, орден „На унгарската свобода“ – сребърен.

## Публикации
- „Хидравлика на хидротехническите съоръжения“ (1967)
- „Без пагони на война. Спомени“ (1986)
- „Хидравлика. Учебник за студентите на ВИАС“ (1988)